# La Famille de Philippe V (van Loo)
Ne doit pas être confondu avec La Famille de Philippe V (Ranc).
La Famille de Philippe V est une huile sur toile de Louis Michel van Loo, achevée en 1743. Elle représente en grandeur nature Philippe V d'Espagne et sa famille. La peinture dépeint la famille royale dans une pièce de fiction et dans le style de l'art français baroque et rococo. Ce tableau fait partie d'un trio de peintures qui portent le même titre et sont datées de 1723 par Jean Ranc, une plus petite version en 1738 et cette représentation de 1743.

## Le peintre
Van Loo est un artiste français né à Toulon en 1707. Il est formé par son père Jean-Baptiste van Loo qui, sous le patronage du prince of Carignan, travaille à Rome et Turin. Van Loo devient peintre de cour en 1737 en remplacement de Jean Ranc. Van Loo arrive à la cour d'Espagne de la maison de Bourbon en 1737 où il travaille jusqu'en 1752. Il est premier peintre de Ferdinand VI d'Espagne, fils de Philippe V, mais quitte l'Espagne en 1757 pour retourner en France. Van Loo, selon les critiques, est aussi influencé par l'art néerlandais. Charles Amédée Philippe van Loo, le frère cadet de Van Loo, connaît également le succès et fait le portrait de l'impératrice Élisabeth Ire de Russie.

## Le tableau
Le tableau se trouve de nos jours au musée du Prado à Madrid. C'est une expression de la force de la maison de Bourbon arrivée sur le trône avec la succession de Philippe V en 1700. Le roi est assis à côté de sa seconde épouse, Élisabeth Farnèse. Le bras de Farnèse à côté de la couronne est une représentation symbolique de la puissance qu'elle possède. Philippe V et Ferdinand, prince des Asturies, le fils le plus jeune de Marie Luise, héritier du trône au moment où la peinture est achevée, se tient à la gauche de son père. La princesse des Asturies, Marie-Barbara de Portugal, se trouve à côté de Marie-Anne-Victoire d'Espagne, la fille aînée de Philippe V ; elle a épousé le frère de Marie-Barbara dans le cadre d'un double mariage entre le Portugal et l'Espagne en 1729. 
Le groupe central comprend les enfants de Philippe V et de Farnese. Entre le roi et la reine se tient leur plus jeune fils, le cardinal infant Louis plus tard comte de Chinchón (es). À la droite de la reine se trouve infant Philippe, plus tard duc de Parma, qui se tient au-dessus de son épouse Louise Élisabeth de France, Madame Infante, fille de Louis XV. Les deux femmes que l'on voit au-dessus de « Madame Infante » sont les filles de Philippe V et Farnese, les infantes Maria Teresa Rafaela et sa cadette Marie-Antoinette d'Espagne. Maria Teresa Rafaela épousera Louis, dauphin de France le frère de « Madame Infante » en 1745 et Marie Antoinette Fernande le futur roi de Sardaigne en 1750. À l'extrême droite Marie-Amélie de Saxe est assise près de son mari Charles, alors roi de Naples et de Sicile et plus tard roi d'Espagne. Le couple réside dans le royaume de Naples à l'époque, mais retourne en Espagne à la mort de Ferdinand VI en 1759. 
La richesse des matières représentées dans la peinture telles que les bijoux, les tissus et l'utilisation de couleurs vives était auparavant invisible dans les peintures en Espagne, traditionnellement sombres et obscures, et est une référence à l'école flamande. Partiellement caché par le vaste rideau rouge de théâtre qui tombe du toit se trouve un balcon avec lequel un groupe de musiciens joue un concert. Les personnages réels sont dans une grande chambre ouvrant sur un jardin.

## Les personnages

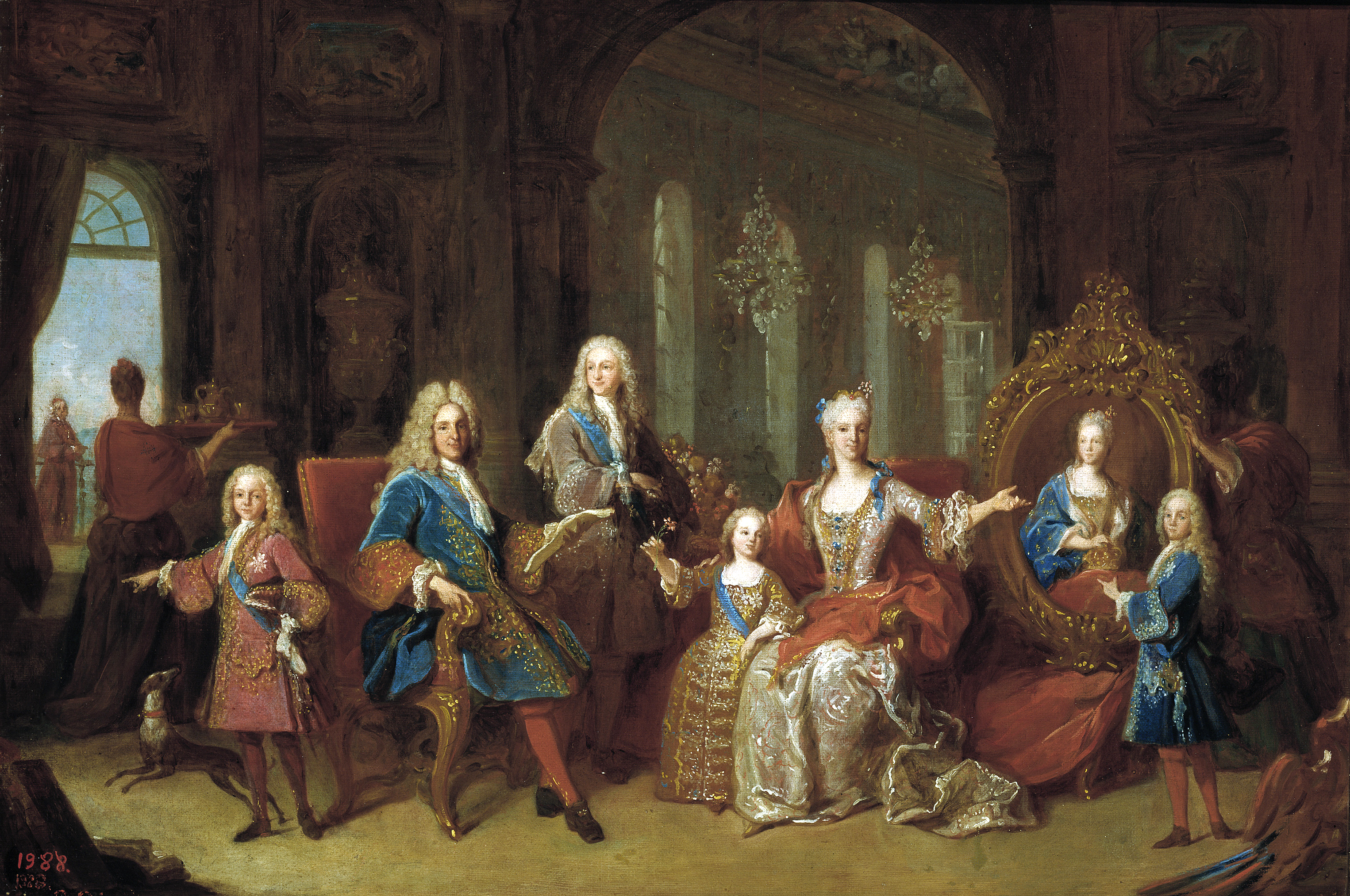
La famille de Philippe V en 1723

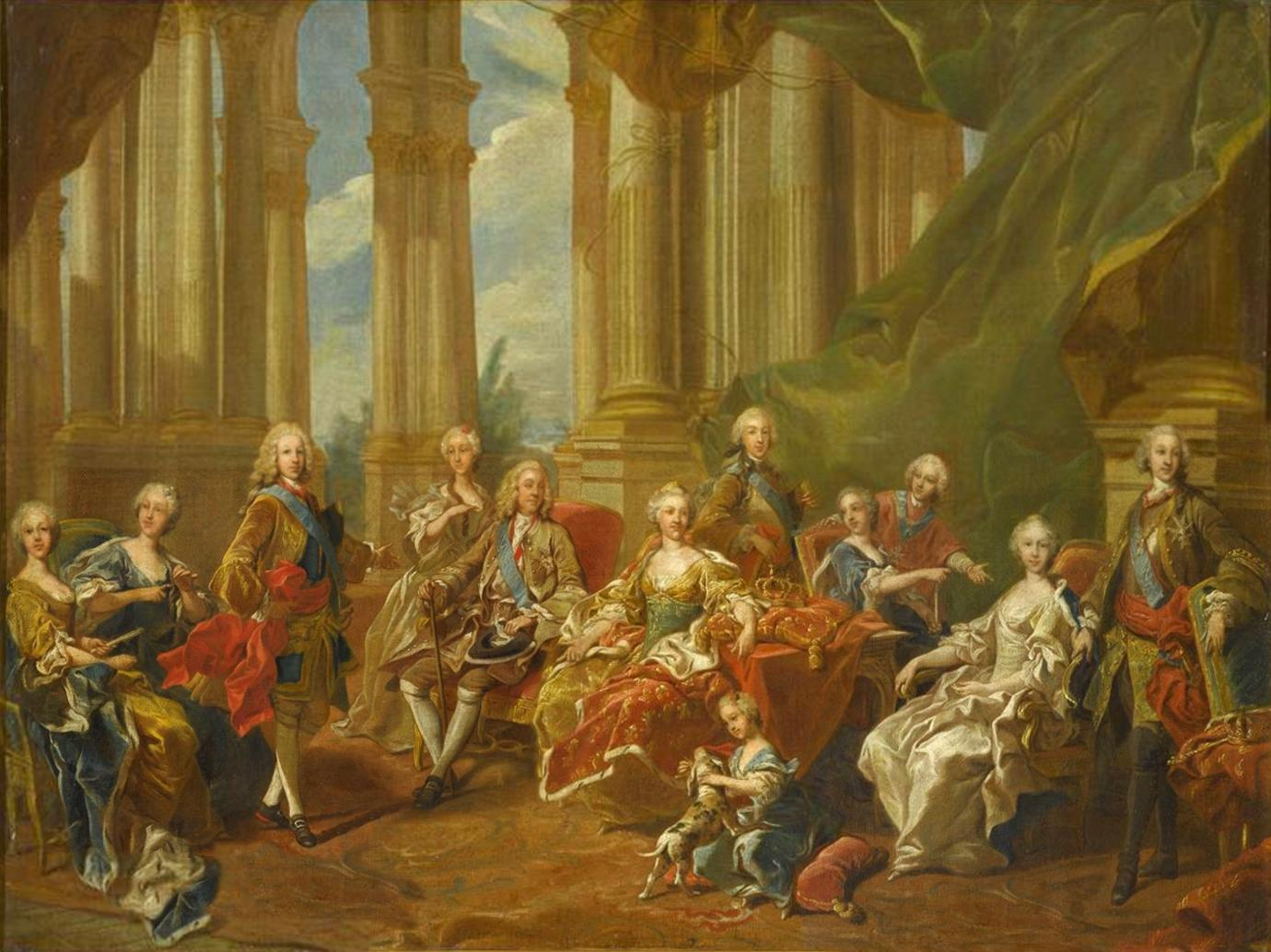
La famille de Philippe V en 1738

1. Marie-Anne-Victoire d'Espagne, princesse de Brésil (1718-1781) future reine de Portugal.
2. Barbara de Portugal, princesse des Asturies (1711-1758) future reine d'Espagne.
3. Ferdinand, prince des Asturies (1713-1759) futur roi d'Espagne.
4. Le roi Philippe V (1683-1746)
5. Le cardinal infant Louis (1727-1785) futur comte de Chinchón.
6. La reine Elisabeth (1692-1766)
7. Infant Philippe (1720-1765) futur duc de Parme.
8. Louise Élisabeth de France  (1727-1759) future duchesse de Parme.
9. L'Infante Marie-Thérèse (1726-1746) future dauphine de France.
10. L'infante Marie-Antoinette (1729-1785) future reine de Sardaigne.
11. Marie-Amélie de Saxe (1724-1760) future reine d'Espagne.
12. Charles, roi de Naples (1716-1788) futur roi d'Espagne.
13. L'Infante Isabelle (1741-1763) future archiduchesse d'Autriche.
14. Marie Isabelle Anne de Naples et Sicile (1743-1749), morte à 6 ans.